# Old School Love
«Old School Love» es una canción de la artista estadounidense de hip hop Lupe Fiasco. La canción fue lanzada el 14 de octubre de 2013 en la promoción de su quinto álbum de estudio Tetsuo & Youth. Ed Sheeran, contribuyó con el estribillo de la canción. La canción alcanzó el número 93 en el 100 EE. UU. Billboard Hot 100 y el número 18 en la lista de singles de Nueva Zelanda.

## Antecedentes
En febrero de 2013, el cantautor inglés Ed Sheeran dijo que estaba trabajando en la canción con Lupe Fiasco. Él dijo a Pressparty, "Tenemos la misma discográfica en Estados Unidos, A&R y él me dio unos siete ritmos y dio escritura con los coros a todos estos ritmos. Lupe amó uno de ellos y se va a afrontar a él. Yo soy un gran fan de Lupe Fiasco, por lo que es genial". El 9 de octubre de 2013, Fiasco anunció que el primer sencillo de su quinto álbum de estudio Tetsuo & Youth, sería una canción con Ed Sheeran titulado "Old School Love". Junto con el lanzamiento de la portada del sencillo, se reveló que sería lanzado a iTunes el 14 de octubre de 2013.

## Composición
En la canción, Fiasco profesa su amor por la vieja escuela del hip hop a través de sus letras, Ed Sheeran canta el estribillo que puede resultar conmovedor. Las letras de Fiasco reflejan los cambios que ha sufrido el hip-hop desde los años 1980 y 1990, relativos a la pérdida de la inocencia y el agravio de la delincuencia, y la lucha que hoy afectan a su ciudad natal de Chicago. También, Fiasco da razones de su traslado de hacer música política y "corre a través de las raíces de hip-hop y critica suavemente la actual" era de hip hop. Además se hace referencia a The Fat Boys, Melle Mel y Law & Order de Ice-T. La producción de DJ Frank E está respaldado por un repuesto de I+ instrumentales, con base de piano-melódico. Múltiples publicaciones como Billboard y el Chicago Tribune compararon su sonido con la producción de Kanye West de "Family Business" del álbum debut de West The College Dropout. XXL refirió a la canción como una "balada dulce pegajosa".

## Recepción de la crítica
Chris Payne de Billboard elogió el atractivo crossover de la canción. John Sakamoto de The Toronto Star dijo, el "afecto de la canción es de la vieja escuela del hip-hop, lo que significa que esta balada suave, sin fricción es de 4 1/2 minutos de pura nostalgia." 

## Videoclip
El vídeo musical de la canción fue dirigido por Coodie & Chike y filmada con Ed Sheeran en Nueva York. Coodie & Chike terminaron el video en la ciudad natal de Lupe Fiasco, Chicago. Se estrenó el 9 de diciembre de 2013 en MTV.

## Listas semanales
| Listas (2013—14)                       | Posiciones |
| -------------------------------------- | ---------- |
| Australia (ARIA)                       | 23         |
| Canadá (Canadian Hot 100)              | 100        |
| Nueva Zelanda (Recorded Music NZ)      | 17         |
| Estados Unidos (Billboard Hot 100)     | 93         |
| Estados Unidos (Mainstream Top 40)     | 34         |
| Estados Unidos (Hot R&B/Hip-Hop Songs) | 28         |

## Historial de lanzamientos
| País           | Fecha                   | Formato                  |
| -------------- | ----------------------- | ------------------------ |
| Estados Unidos | 14 de octubre de 2013   | Descarga Digital         |
| Estados Unidos | 15 de octubre de 2013   | Mainstream urban radio   |
| Estados Unidos | 15 de octubre de 2013   | Urban contemporary radio |
| Estados Unidos | 19 de noviembre de 2013 | Contemporary hit radio   |